# Plaza Mayor (Madrid)

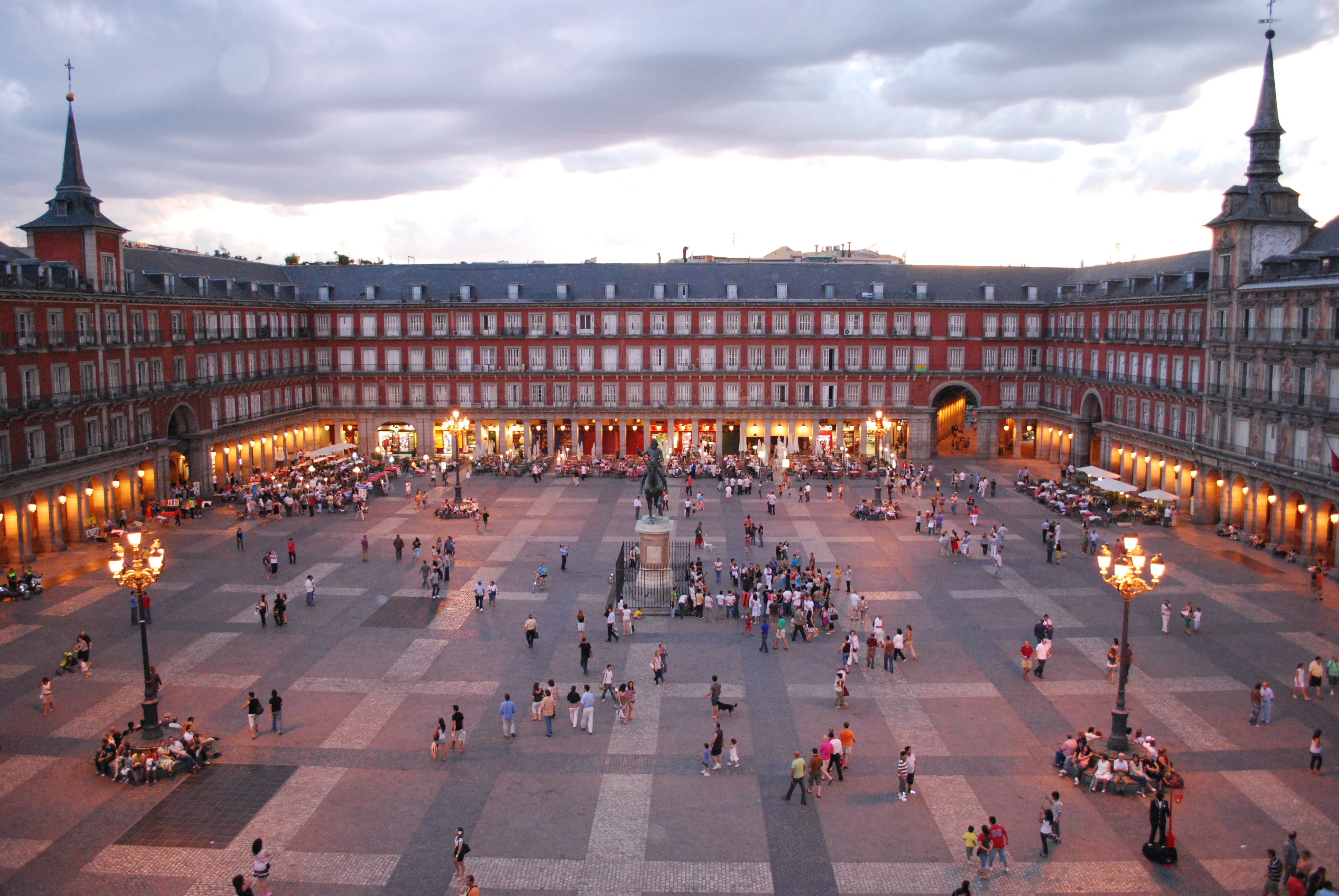
Plaza Mayor, Gesamtansicht

Die Plaza Mayor (deutsch Hauptplatz) befindet sich im Zentrum von Madrid, der spanischen Hauptstadt, nur wenige Meter von der Puerta del Sol und von der Plaza de la Villa entfernt, direkt an der Calle Mayor (dt. Hauptstraße).

## Platz
Es handelt sich um einen rechteckigen Platz (129 Meter lang und 94 Meter breit), der komplett mit viergeschossigen Wohngebäuden umgeben ist. Diese weisen insgesamt 237 Balkone auf, die sich alle an der Platzseite befinden. Der Platz verfügt über neun Zugänge, von denen der bekannteste der sog. Arco de Cuchilleros („Bogen der Messerschleifer“) ist, welcher sich an der südwestlichsten Ecke befindet. Ganz in der Nähe hatte ursprünglich die Zunft der Messerschleifer ihre Werkstätten. In der Mitte der Nordseite des Platzes erhebt sich die Casa de la Panadería („Haus der Bäckerei“) – das wahrscheinlich älteste und berühmteste Gebäude des Platzes; ihr gegenüber liegt auf der Südseite die etwas später erbaute Casa de la Carnicería („Haus der Fleischerei“). Unter den Bogengängen, die rund um den Platz laufen und von Granitpfeilern getragen werden, befinden sich zahlreiche Gaststätten und Lokale, da der Platz einer der bekanntesten touristischen Anlaufpunkte Madrids ist. Ferner gibt es Geschäfte aus dem Bereich der Philatelie und Numismatik.

## Geschichte

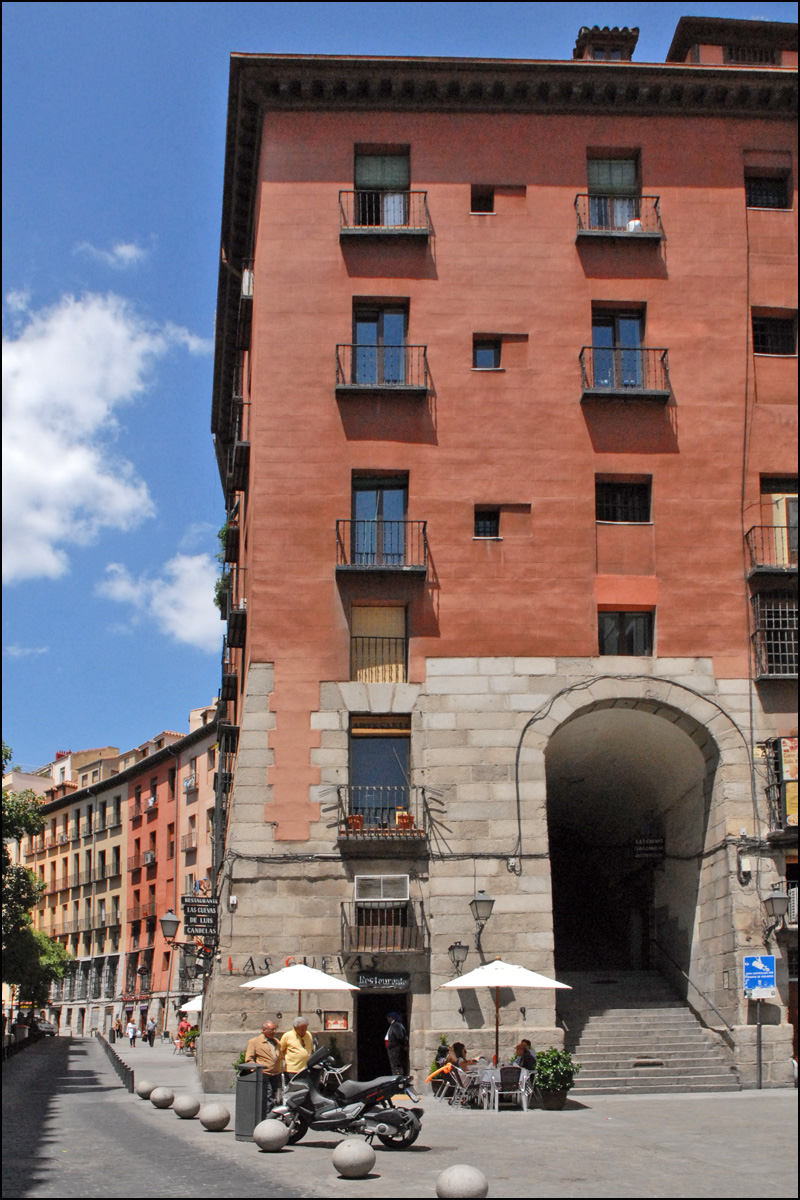
Bogen der Messerschleifer

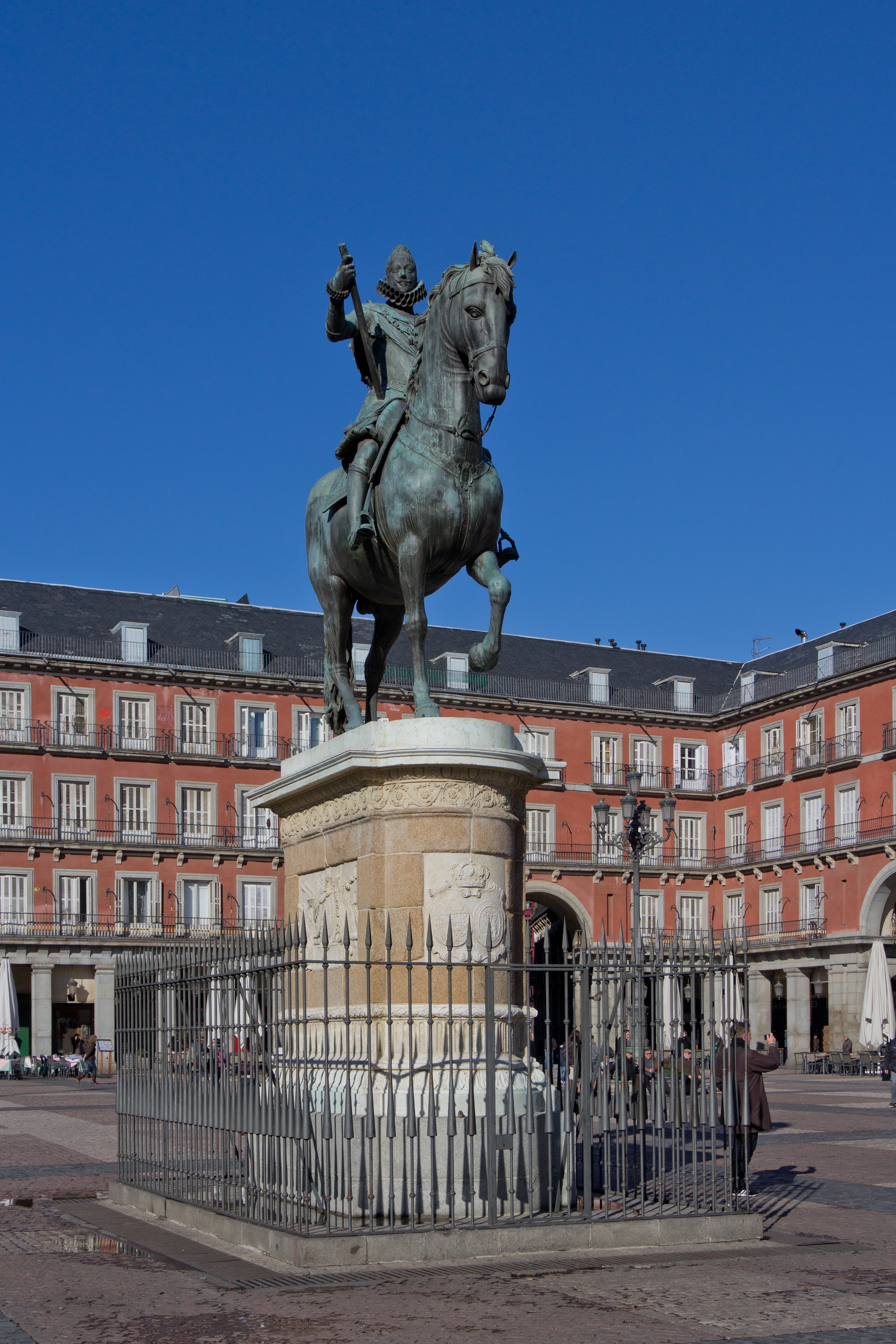
Reiterstandbild Philipps III. (1578–1621)

Die Ursprünge der Plaza Mayor gehen noch auf das 15. Jahrhundert zurück. Damals liefen hier die Calle de Toledo und Calle de Atocha vor der mittelalterlichen Stadt zusammen, und man veranstaltete an diesem Ort, der damals noch Plaza del Arrabal hieß, den Hauptmarkt der Stadt. In dieser Zeit wurde das erste Haus mit Säulengang errichtet; es war auch Warenbörse, um den Handel auf dem Markt zu regeln. Im Jahr 1580, nachdem man den königlichen Hof 1561 nach Madrid verlegt hatte, beauftragte Philipp II. den Architekten Juan de Herrera mit dem Umbau des Platzes. Zunächst wurden die sog. casas de manzanas („Apfelhäuser“) des alten Platzes niedergerissen. Mit dem Bau des ersten Gebäudes des neuen Platzes, der Casa de la Panadería, wurde – an der Stelle der ehemaligen Warenbörse – eventuell noch 1590 begonnen. Im Jahr 1610 oder 1617 beauftragte Philipp III. den Architekten Juan Gómez de Mora mit der Fertigstellung des Platzes, was dieser bis 1619 vollbrachte.
Die Plaza Mayor wurde in ihrer Geschichte von drei großen Bränden heimgesucht – dem ersten im Jahr 1631, bei dem Juan Gómez de Mora die Wiederaufbauarbeiten übernahm. Der zweite Großbrand geschah im Jahr 1672 – die Wiederaufbauarbeiten übernahm diesmal der Architekt Tomás Román. Der letzte und auch schlimmste Brand im Jahr 1790 zerstörte ein Drittel des gesamten Platzes – nur die Casa de la Panadería blieb dieses Mal verschont. Der Wiederaufbau wurde von Juan de Villanueva, dem Architekten des Prado, geleitet, der dabei die Höhe der den Platz umgebenden Häuser von sechs auf vier Geschosse verkürzte. Der Wiederaufbau dauerte bis 1854 und wurde nach dem Tod Villanuevas durch seine beiden Schüler Antonio López Aguado und Custodio Moreno vollendet.
1848 wurde schließlich das Reiterstandbild zu Ehren Philipps III. in der Mitte des Platzes aufgestellt. Es handelt sich um ein Werk von Pietro Tacca, einem Schüler Giambolognas, und wurde bereits 1616 begonnen. Im Jahr 1880 wurde die Casa de la Panadería restauriert. Eine geringfügige Modifizierung wurde 1935 unternommen. Aber erst in den 1960er Jahren fand eine Komplettrestaurierung des Platzes statt; dabei wurde der Platz für den rollenden Verkehr gesperrt und unter dem Platz ein Parkhaus errichtet. Die letzten Arbeiten dauerten bis 1992. Dabei wurde die heutige Wandverzierung an der Casa de la Panadería angebracht, die mythologische Personen wie z. B. die Göttin Kybele (Cibeles) zeigt.

## Namen
Der Name des Platzes hat sich in seiner Geschichte mehrfach geändert. Der ursprüngliche Name war Plaza del Arrabal. Später hieß er dann Plaza Mayor („Hauptplatz“). 1812, im Laufe des spanischen Unabhängigkeitskriegs (1807–1814), mussten sich in Spanien aufgrund eines königlichen Dekretes sämtliche Plazas Mayores in Plaza de la Constitución („Platz der Verfassung“) umbenennen. Diese Vorgabe galt für die Plaza Mayor in Madrid jedoch nur zwei Jahre. 1814 benannte man die Plaza Mayor in „Plaza Real“ („Königsplatz“) um. Später hieß er dann wieder Plaza de la Constitución und zwar von 1820 bis 1823, von 1833 bis 1835 und von 1840 bis 1843.
Im Jahr 1873 wurde der Platz in Plaza de la República umgetauft und nach der Einsetzung von Alfons XII. im Jahr 1876 erneut in Plaza de la Constitución umbenannt. So hieß er bis zur Diktatur von Primo de Rivera im Jahr 1923. Seit der Ausrufung der Zweiten Spanischen Republik hieß er bis zum Ende des Spanischen Bürgerkriegs Plaza de la Constitución. Erst danach erlangte er seinen alten Namen Plaza Mayor zurück, den er bis heute trägt.

## Funktion

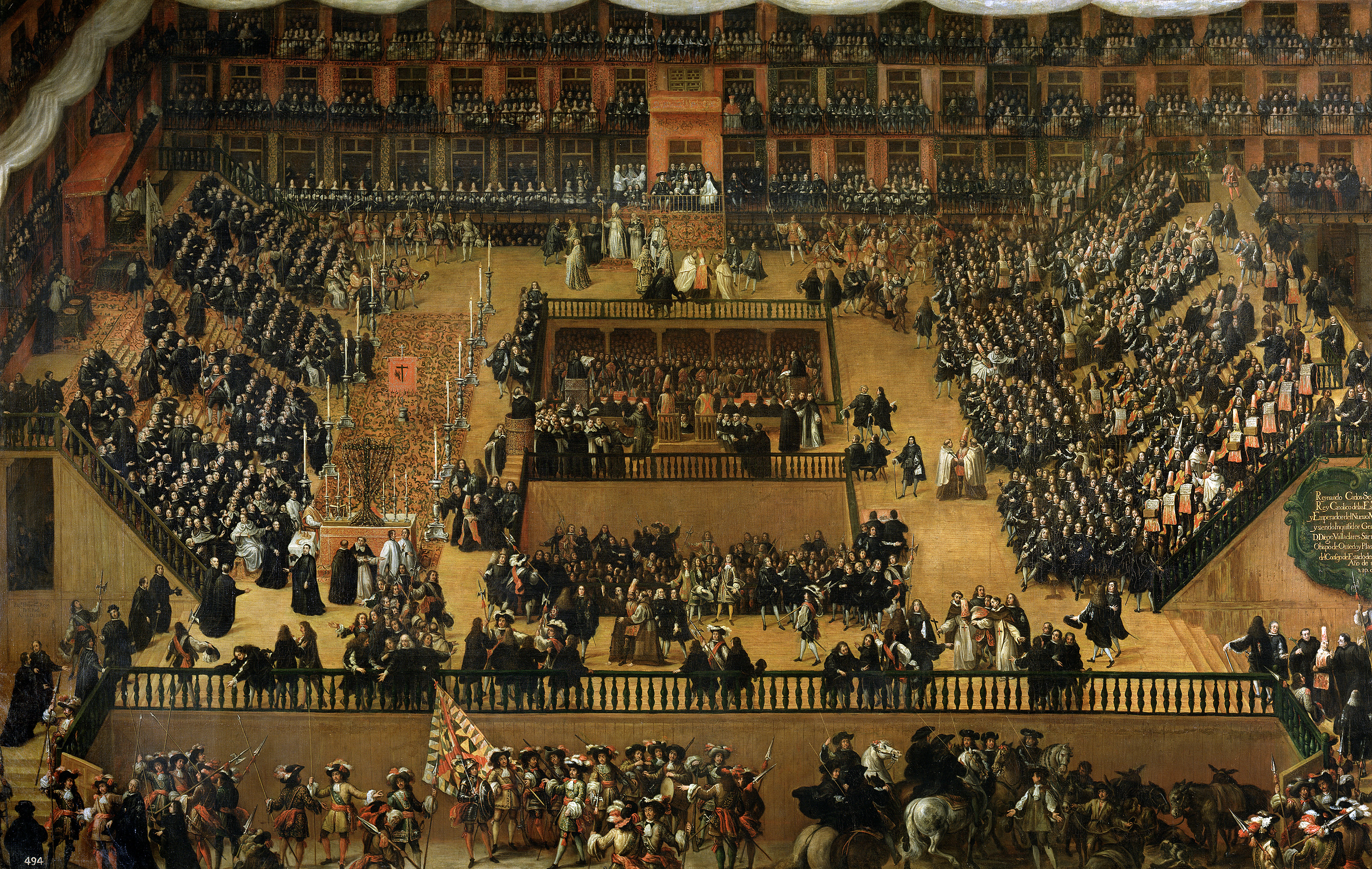
Autodafé auf der Plaza Mayor am 30. Juni 1680; Gemälde von Francisco Rizi (1683)

Im Laufe der Geschichte wurde die Plaza Mayor für vielfältige Zwecke genutzt – hierzu gehörten Märkte, Stierkämpfe, Fußballspiele, Theateraufführungen, öffentliche Ausstellungen und – während der spanischen Inquisition – auch die sog. Autodafés gegen vermeintliche Ketzer sowie deren öffentliche Bestrafung (meist Feuertod auf dem Scheiterhaufen). Auch die Feiern zu Ehren San Isidros, des Schutzpatrons von Madrid, finden auf der Plaza Mayor statt. Heutzutage ist der Platz eine Attraktion ersten Ranges und wird jährlich von hunderttausenden Touristen besucht. Im Dezember findet hier auch der traditionelle Weihnachtsmarkt statt – ein Brauch, den man in Madrid seit dem Jahr 1860 pflegt.